# La Jeune France
La Jeune France is de naam van een groep Franse componisten. 
De oprichters in 1936 waren: Daniel Lesur, Olivier Messiaen, André Jolivet en Yves Baudrier.
- Bibliothèque nationale de France: cb147954750 (data)
- Système universitaire de documentation: 167147870
- Virtual International Authority File: 296128275